# Бакинське ханство
40°28′00″ пн. ш. 49°50′00″ сх. д. / 40.466666666667° пн. ш. 49.833333333333° сх. д.

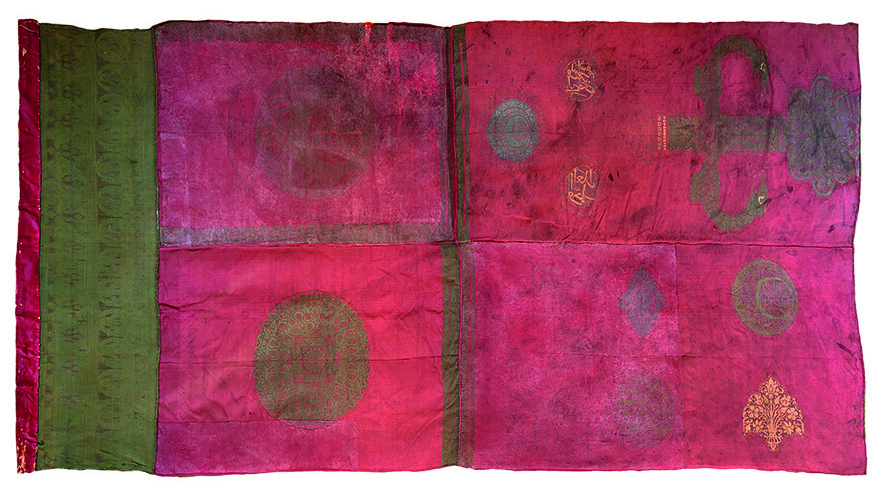

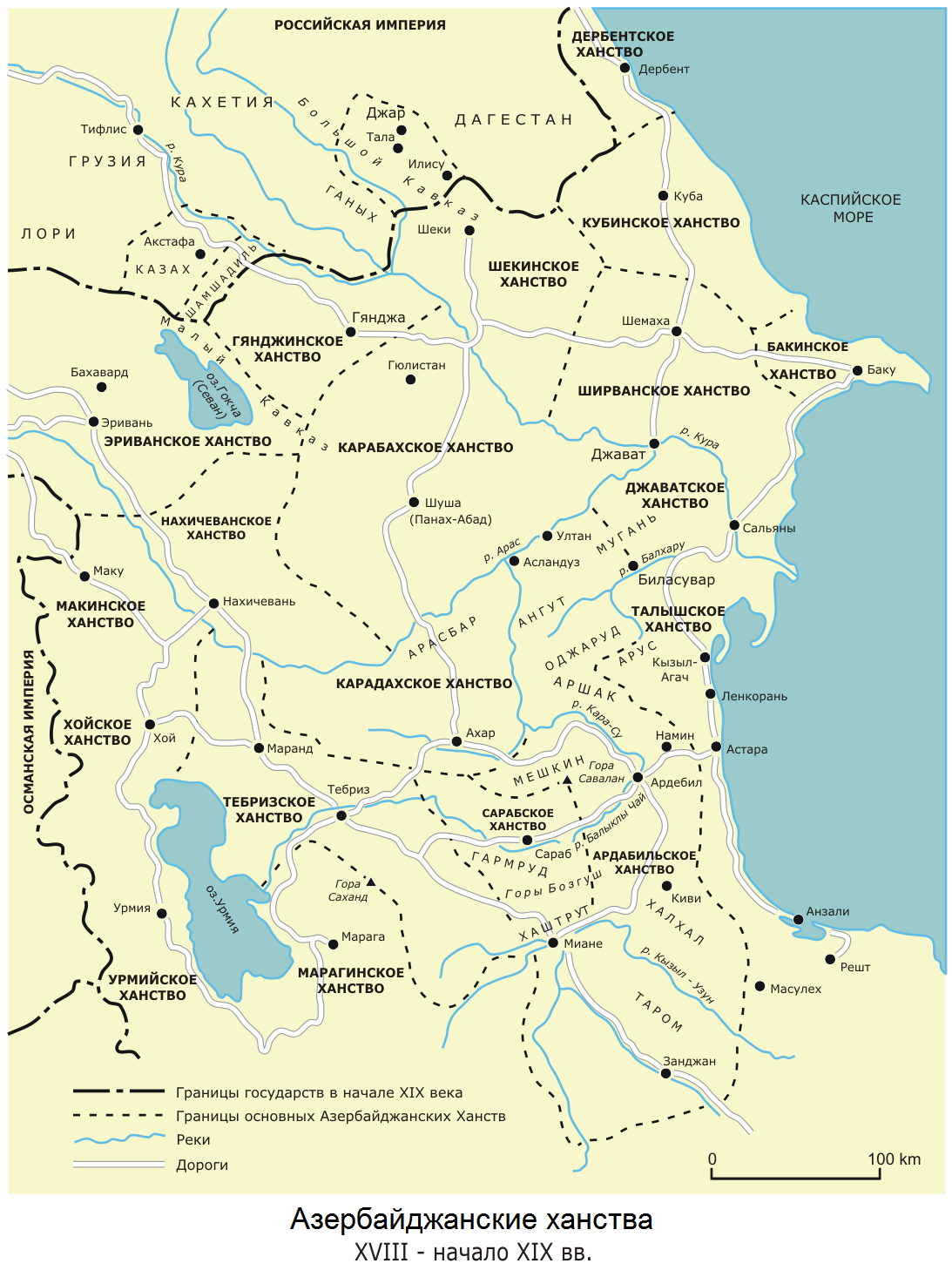

Баки́нське ха́нство (азерб. Bakı xanlığı) — феодальна держава на сході території сучасного Азербайджану з центром у м. Баку.
Виникло в середині XVIII століття на Апшеронському півострові з 39 селищ: Маштага, Нардаран, Більге, Бузовна, Мардакан, Тюркан, Куркент, Зіра, Гала, Говсан, Рамана, Забрат, Мухаммеді, Діга, Фатмаі, Гораділь, Піршага, Кюрдахана, Кешля, Ахмедли, Зиґ, Амірджан, Бюльбюль, Сабунчи, Бинагади, Масазир, Новхани, Сарай, Джорат, Хирдалан, Гюздак, Коби, Ходжа-Гасан, Біледжари, Кочовище Перешкульське, Сурахани, Балахани.
На півночі межувало з Кубинським ханством, на півдні та сході — із Ширванським ханством.
Основою господарства ханства було землеробство, видобуток солі, нафти, транзитна торгівля.
У період правління першого хана Бакинського ханства Мірзи Мухаммеда (1748—1767) приділялася особлива увага розвитку судноплавства на Каспійському морі. У період правління його сина Мелік Мухаммед хана (1767—1784) ханство майже втратило свою незалежність. Після смерті Фатали хана, за часів правління Мірзи Мухаммед хана II, Бакинське ханство стало самостійним.
Наприкінці XVIII ст., побоюючись іранської навали, правитель ханства Гусейн Кулі-хан зажадав підданства Російської імперії. У 1803 це прохання було задоволено; саме ханство було приєднано до Російської імперії в 1806.